# Bernard Pierre Magnan
Bernard Pierre Magnan (Parigi, 7 dicembre 1791 – Parigi, 29 maggio 1865) è stato un generale francese, promosso maresciallo dell'Impero nel 1852.

## Biografia
Iniziò la carriera militare arruolandosi come soldato semplice nel 66º Reggimento fanteria il 29 dicembre 1809. Divenne rapidamente caporale ed ottenne i primi gradi nel medesimo reggimento; fu successivamente promosso sergente (1º gennaio 1810), sergente maggiore (7 ottobre dello stesso anno), sottotenente (20 giugno 1811), tenente (8 febbraio 1813), e capitano (6 settembre dello stesso anno).
Combatté con distinzione nelle campagne del 1810, 1811, 1812 e 1813 in Spagna e Portogallo, in quelle del 1814 e 1815 in Francia ed in Belgio. Fu nominato cavaliere della Legion d'onore nel 1813.
Passato ai tirailleurs della Guardia imperiale (1º Reggimento), il 13 gennaio 1814, fu nominato capitano aiutante maggiore al tempo della campagna dei sei giorni e fu ferito da un colpo di moschetto al basso ventre a Craonne, il 7 marzo 1814.
A riposo al momento del ritorno di Luigi XVIII, ritornò al 4º Reggimento tirailleurs della Guardia per la campagna di Waterloo, dopodiché passò al 6º Reggimento di fanteria della Guardia reale; qui ricevette la nomina a capitano aiutante maggiore il 23 ottobre 1815, e chef de bataillon de la ligne il 6 settembre 1817. L'8 agosto 1820 passò come chef de bataillon al 34º Reggimento fanteria di linea, quindi come tenente colonnello al 60º Reggimento fanteria di linea il 20 novembre 1822; divenne colonnello del 49º il 21 settembre 1827, e maresciallo di campo il 31 dicembre 1835.
Partecipò alla campagna di Catalogna nel 1823, fu all'ordine del giorno dell'esercito per la sua condotta ad Espuglas (9 luglio 1823) e venne decorato con l'Ordine reale e militare di San Luigi.
Nel 1830 represse la prima insurrezione di Lione, ma venne temporaneamente messo a riposo per aver trattato con gli insorti. Messosi a disposizione dell'esercito belga come generale di brigata, servì per quel Paese dal 17 aprile 1832 al 30 giugno 1839.
Ricevette la decorazione a commendatore della Legion d'onore nel 1833 ed occupò la funzione di comandante militare del dipartimento del Nord dal 1839 al 1845. Fu promosso al grado di generale di divisione il 20 ottobre 1845. Partecipò agli eventi del 1848 a Lione dove venne ferito nel corso delle operazioni. Nel 1849 fu elevato alla dignità di grand'ufficiale della Legion d'onore.
A partire dal 14 luglio 1849 ebbe il comando della 4ª Divisione di Strasburgo. Fu deputato per il dipartimento della Senna nel 1849.
Fu nominato comandante in capo dell'Armata di Parigi nel giugno 1851. Fu tra i principali organizzatori del colpo di Stato del 2 dicembre 1851; fu nominato Maresciallo dell'Impero da Napoleone III nel 1852.
Nel 1862 lo stesso Napoleone III lo nominò Gran maestro del Grande Oriente di Francia per mettere da parte il principe Napoleone Luciano Carlo Murat, figlio di Gioacchino Murat. Ebbe l'iniziazione e ricevette i 33 gradi del Rito scozzese antico ed accettato in sole 48 ore.

## Opere
- «Bernard Pierre Magnan», in Charles Mullié, Biographie des célébrités militaires des armées de terre et de mer de 1789 à 1850, 1852